# Mustafa Kapı
Mustafa Kapı (Denizli, Región del Egeo, 8 de agosto de 2002) es un futbolista turco que juega en la posición de centrocampista para el İskenderunspor de la TFF Segunda División.

## Biografía
Tras empezar a formarse como futbolista en el Denizlispor y posteriormente en el Galatasaray S. K. durante cuatro años, finalmente hizo su debut con el primer equipo el 23 de diciembre de 2018 en un partido de la Superliga de Turquía contra el Sivasspor, tras sustituir a Sofiane Feghouli en el minuto 94.
En septiembre de 2020 se marchó a Francia tras fichar por el Lille O. S. C. Jugó en sus categorías inferiores, sin llegar a debutar con el primer equipo, y en enero de 2022 fue traspasado al Adana Demirspor. Dejó este club en junio de 2024 y firmó por dos años con el GMG Kastamonuspor que competía en la TFF Segunda División. Solo estuvo uno, ya que en julio de 2025 se marchó al İskenderunspor.

## Clubes
| Club              | País    | Año       | Partidos | Goles |
| ----------------- | ------- | --------- | -------- | ----- |
| Galatasaray S. K. | Turquía | 2018-2020 | 1        | 0     |
| Lille O. S. C. II | Francia | 2020-2022 | 6        | 0     |
| Adana Demirspor   | Turquía | 2022-2024 | 5        | 0     |
| GMG Kastamonuspor | Turquía | 2024-2025 | 17       | 1     |
| İskenderunspor    | Turquía | 2025-     |          |       |

## Palmarés

### Campeonatos nacionales
| Título               | Club              | País    | Año  |
| -------------------- | ----------------- | ------- | ---- |
| Superliga de Turquía | Galatasaray S. K. | Turquía | 2019 |
| Copa de Turquía      | Galatasaray S. K. | Turquía | 2019 |
| Supercopa de Turquía | Galatasaray S. K. | Turquía | 2019 |